# Bactris kunorum
Bactris kunorum là loài thực vật có hoa thuộc họ Arecaceae. Loài này được de Nevers & Grayum mô tả khoa học đầu tiên năm 1996.